# Cristiania (esquí)
La cristiania és una tècnica d'esquí que consisteix en un viratge perfeccionat que permet girar i baixar pendents moderats. És considerada el següent pas al viratge bàsic i fonamental, amb la qual cosa és necessari tenir una bona base i coneixement de l'esport.
La tècnica consisteix en tres passos:
- Inici del gir des d'una diagonal
- Posició de cunya en el punt de màxim pendent (durant aquest segon pas és imprescindible un canvi de pes)
- Recollida de l'esquí des d'aquest punt màxim

Aquesta tècnica neix durant la Belle Époque, a les llargues pistes d'esquí de la ciutat de Christiania, Dinamarca.